# 塔克納 (亞利桑那州)
塔克納（英語：Tacna）是位於美國亞利桑那州尤馬縣的一個人口普查指定地區。根據2010年美國人口普查，該地人口為602人，而該地的面積約為4.98平方千米。

## 地理
塔克納的座標為32°41′45″N 113°57′47″W / 32.69583°N 113.96306°W，而該地最高點為海拔高度107米（即351英尺）。